# Monastère de La Rábida
Pour les articles homonymes, voir Rábida (homonymie).
Le monastère de Santa María de la Rábida est un monastère franciscain situé à Palos de la Frontera, dans la province espagnole de Huelva, en Andalousie.
Bâti aux XIVe et XVe siècles, il présente une belle architecture mêlant les styles gothiques et mudéjar. Mais il est surtout célèbre pour avoir accueilli Christophe Colomb en 1485, puis en 1490, alors qu'il cherchait à obtenir le soutien des Rois catholiques pour son projet d'atteindre les Indes en traversant la mer Océane.
Bien qu'il ait souffert du tremblement de terre de Lisbonne de 1755 et de la période d'abandon de 1830 à 1920, le monastère a encore une fière allure et renferme aussi de nombreux objets commémoratifs des expéditions de Christophe Colomb.
Sa place dans l'histoire et ses qualités esthétiques lui ont valu plusieurs distinctions. En 1856, il est classé monument national, puis inclus en 1967 sur la liste des sites colombins de la province de Huelva.

## Localisation
Le monastère est situé sur une petite colline (alcor), sur la rive gauche du Rio Tinto, près de son confluent avec le Rio Odiel, qui vient du nord-ouest.

## Histoire

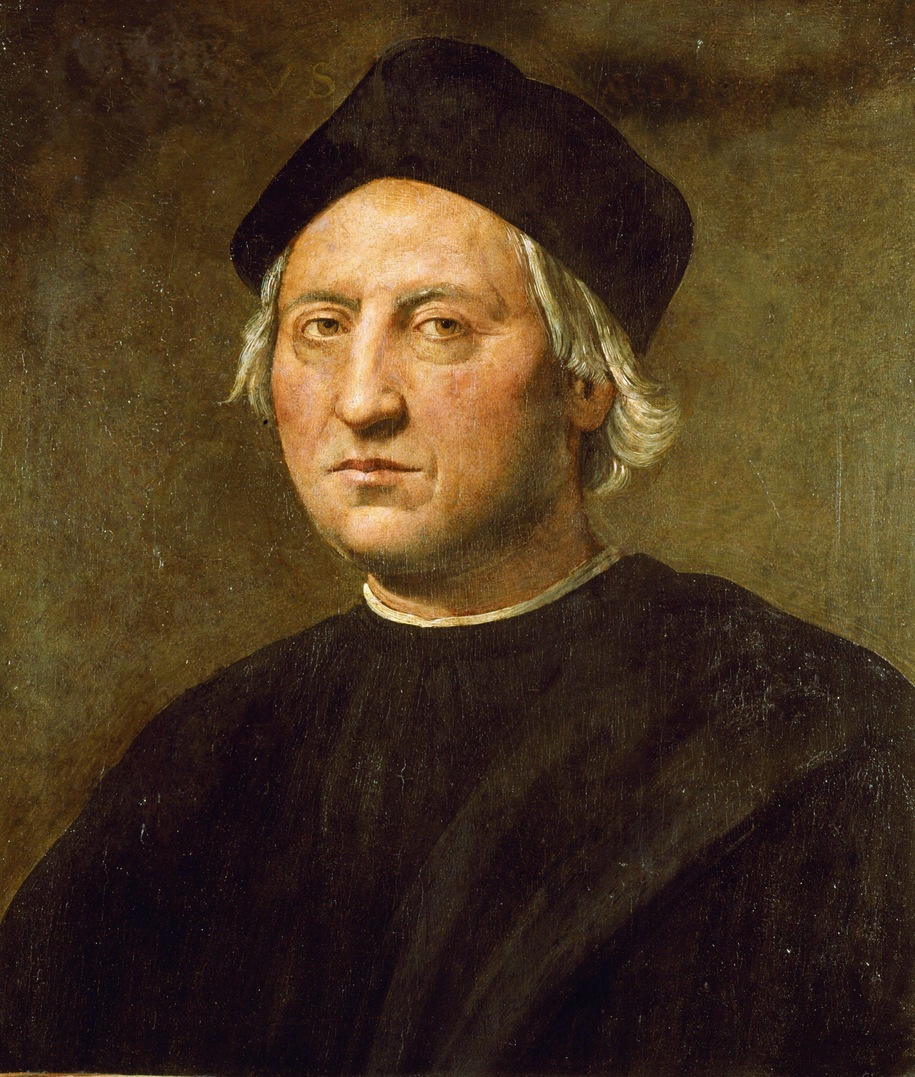
Portrait posthume de Christophe Colomb attribué à Ridolfo del Ghirlandaio

### Époques anciennes
Le site du monastère, appelé depuis l'Antiquité « rocher de Saturne » (Peña de Saturno) aurait été utilisé par les Phéniciens pour le culte de Melkart, Baal de Tyr et par les Romains pour le culte de Proserpine. Des fragments de céramique trouvés sur les lieux et exposées aujourd'hui dans le monument attestent de la présence sur les lieux d'établissements phéniciens et romains (wisigoths et almohades pour le Moyen Âge).
La proximité de la mer et la proche confluence de l'Odiel et du Río Tinto expliquent certainement l'installation de divers groupes humains au fil du temps.

### Premier établissement arabo-musulman
Après la conquête du royaume wisigoth d'Espagne au VIIIe siècle, les Arabes établissent à l'emplacement actuel du monastère un établissement à la fois religieux et militaire, appelé ribat en arabe, mot qui devient rápita ou rábida   en langue romane, origine du toponyme actuel. Ce type d'établissement regroupait des personnes volontaires pour la défense du dar al-islam, les morabitun. En l'occurrence, ce ribat servait pour la défense de la côte.
De cette ancienne construction il reste quelques éléments épars.

### Le monastère templier (XIIIesiècle)
À la suite de la reconquête de la région au XIIIe siècle, la couronne de Castille remet la Rábida aux Templiers.
Selon Francisco de Gonzaga, historien de l'ordre franciscain du XVIe siècle, les Templiers dédient cet endroit à Notre-Dame des Miracles en 1261 et effectuent des travaux de réaménagement.
L'ordre du Temple est dissous par le concile de Vienne (1312), et des bulles pontificales attribuent les biens de l'ordre aux Hospitaliers. Les membres de l'ordre sont, en dehors du royaume de France où l'ordre est condamné par la justice royale, réaffectés dans d'autres institutions.

### Le monastère franciscain (XVesiècle)
À partir de 1403, une communauté franciscaine occupe un petit ermitage proche du monastère.
En 1412, une bulle du pape Benoît XIII attribue le monastère aux Franciscains, .
La majeure partie des bâtiments conventuels sont édifiés au cours du siècle, grâce à la collaboration des nobles et des habitants de la région.

### Christophe Colomb et La Rabida
En 1485, Christophe Colomb arrive à La Rábida après le rejet du roi Jean II de Portugal à son projet. Quittant le Portugal, probablement avec son fils Diego, il cherche là un premier hébergement dans le royaume de Castille. Mais il y fait la connaissance de deux frères du monastère, Juan Pérez et Antonio de Marchena, tous deux très intéressés par la géographie et la cosmographie. Ces derniers le soutiennent dans ses projets et lui conseillent de se rendre auprès d'Isabelle de Castille et de Ferdinand d'Aragon.
Ce n'est cependant qu'au bout de sept ans que les Rois catholiques signent le 17 avril 1492 les capitulations de Santa Fe qui donnent au navigateur les titres d'amiral de la mer Océane et de vice-roi et gouverneur des Indes ; injonction est faite aux autorités de Palos de la Frontera de lui fournir trois navires, ainsi que les équipages et les fournitures nécessaires à son expédition. Le départ de l'escadre a lieu le 3 août, lendemain de la fête de Notre-Dame, et le retour le 15 mars 1493, après la découverte des îles de San Salvador (actuelles Bahamas) et d'Hispaniola (Saint-Domingue).
Le capitaine de la caravelle la Pinta, Martín Alonso Pinzón, originaire de la ville de Palos, mort deux semaines seulement après le retour de l'expédition, est inhumé à La Rábida.

### Le monastère duXVIesiècleà nos jours
En 1755, le tremblement de terre de Lisbonne endommage le monastère, qui est alors profondément remanié.
Au XIXe siècle, l'invasion napoléonienne et les lois de desamortización de Mendizábal chassent les moines et laissent le monastère en piteux état.
Des travaux de restauration commencent en 1855 à l'initiative des ducs de Montpensier et de la municipalité (diputacion) de Huelva. Alphonse XII d'Espagne favorisa une seconde phase de travaux.
En octobre 1892, la reine Isabelle II signe un décret, à l'initiative de son ministre Antonio Cánovas del Castillo, autorisant le retour du monastère aux Franciscains. Les moines ne s'y réinstallent cependant qu'en 1920.

## Description

### Vue d'ensemble
Il se présente sous la forme d'un ensemble de bâtiments de 2 000 m2 au plan irrégulier et d'élévation assez modeste. Sur ses murs peints à la chaux se détachent les encadrements de portes et de fenêtres, faits de brique. Le monastère s'organise autour de deux superbes patios et de l'église, qui forment trois grands ensembles structurels. Il regorge d'une végétation omniprésente, qui ajoute au charme des lieux.
Sa physionomie actuelle est très hétéroclite, elle est le résultat des profondes transformations qui affectèrent le monastère après le tremblement de terre de Lisbonne. Extérieurement, il semble sortir du XVIIIe siècle andalou, en pleine période baroque. Une fois passée la porte mudéjare, on pénètre dans un ensemble d'éléments de divers styles : mudéjar dans l'un des cloîtres, gothique dans l'église et les chapelles, baroque dans les autres parties et la décoration.
Le vestibule d'entrée est décoré de fresques contemporaines peintes par l'artiste local Daniel Vázquez Díaz au XXe siècle. Elles représentent diverses scènes de la vie de Christophe Colomb.

### L'église
Il est difficile d'établir avec précision la date de la construction de l'église du monastère. On sait juste qu'elle fut bâtie par les franciscains au XIVe siècle.
C'est un très bel édifice mêlant les styles gothique et mudéjar, comme cela est fréquent en Andalousie à l'époque. Quelques éléments, dont l'arc d'entrée, proviennent de l'ancien monument almohade.
Elle présente une nef unique conclue par une abside semi-circulaire voûtée d'ogives, où prend place l'autel.elle est couverte d'un splendide plafond artesonado, très restauré au XIXe siècle Les murs sont encore recouverts par endroits de fresques de la fin du XVe siècle. La nef est flanquée de belles chapelles ornées d'azulejos sévillans, aménagées au XVIIe siècle.
La chapelle de Santa María de la Rábida, ou de Notre-Dame des Miracles, occupe une tour de l'ancien édifice musulman. Elle était à l'origine indépendante de l'église, mais une porte fut percée au XIXe siècle pour l'intégrer au lieu de culte principal du monastère. Cette chapelle renferme une image fort vénérée de la Vierge, un des joyaux artistiques et historiques du monastère. Sculptée dans l'albâtre, elle fut exécutée au XIIe siècle en style gothique.

### Les cloîtres
Le premier cloître est situé à l'entrée du monastère, juste après le vestibule. Plus récent que le second patio, il est connu sous le nom de cloître des fleurs ou de l'hospedería (hébergement), et servait à l'origine à accueillir les marins en perdition ou aux voisins réclamant l'asile en cas d'incursion pirate ou berbère. Il donne accès à la riche bibliothèque, à l'église et à la sacristie, ainsi qu'au second cloître.
Ce dernier est le plus beau et constitue un des plus beaux attraits du couvent. Appelé cloître mudéjar ou cloître de la communauté, il était réservé à la communauté monastique, qui trouvait là un lieu de recueillement et de prière. Il est resté intact après le tremblement de terre de 1755, et se présente par conséquent sous son apparence d'origine, du XVe siècle. Au XVIIe siècle fut ajoutée la galerie supérieure. Il a conservé une partie de sa décoration d'origine, complétée ultérieurement.
Sa structure est très simple mais l'effet visuel est des plus plaisants. De plan rectangulaire, il s'organise autour d'une cour ornée d'une fontaine centrale et fermée par une galerie à arcades. Les arcades sont composées d'une succession d'arcs en plein cintre qui prennent appui sur des colonnes hexagonales, dotées de bases et de chapiteaux. Les colonnes ne retombent pas au sol, mais sur un petit garde-corps aveugle. Le tout est exécuté en bel appareil de brique.
Autour de ce cloître sont distribuées différentes salles destinées à la vie monastique, dont le réfectoire et la salle capitulaire. Au deuxième étage prennent place d'autres salles, ainsi que des cellules.

## Protection
Le monastère fait l’objet d’un classement en Espagne au titre de bien d'intérêt culturel depuis le 23 février 1956.

## Galerie

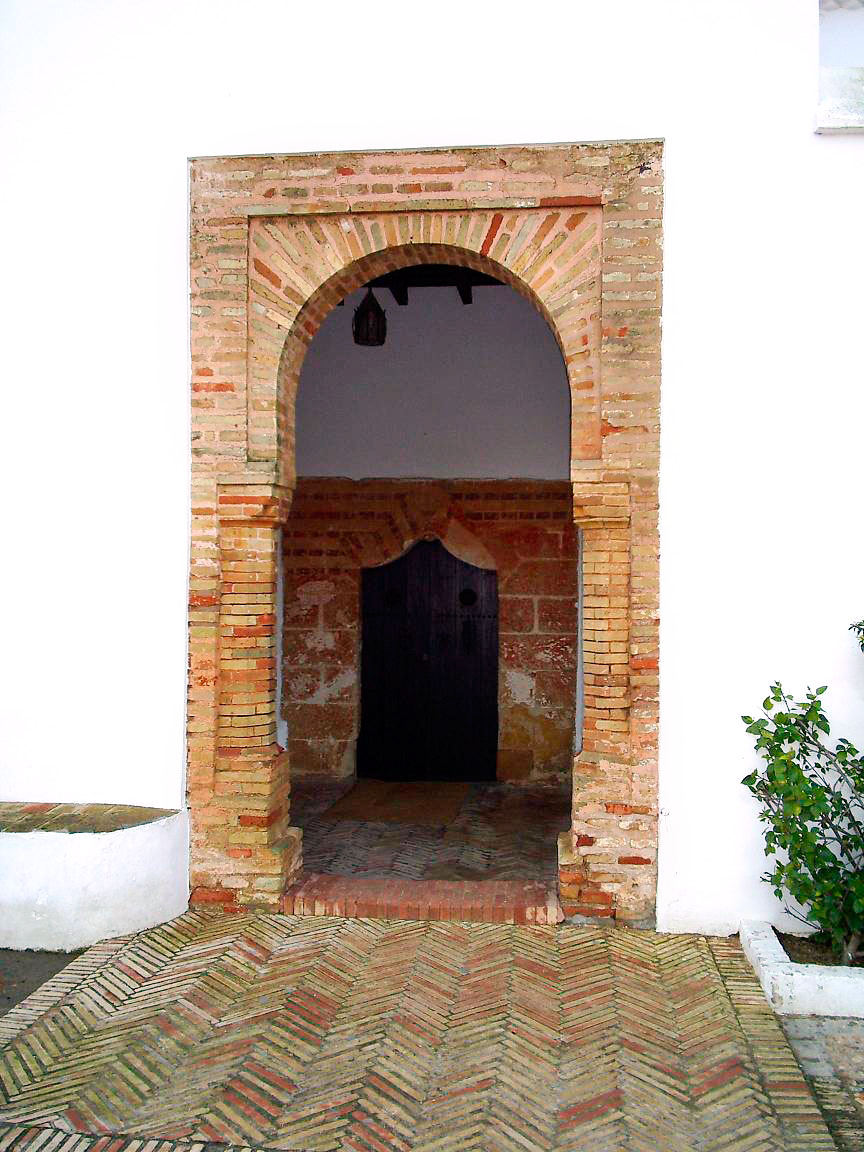
La porte d'entrée du monastère
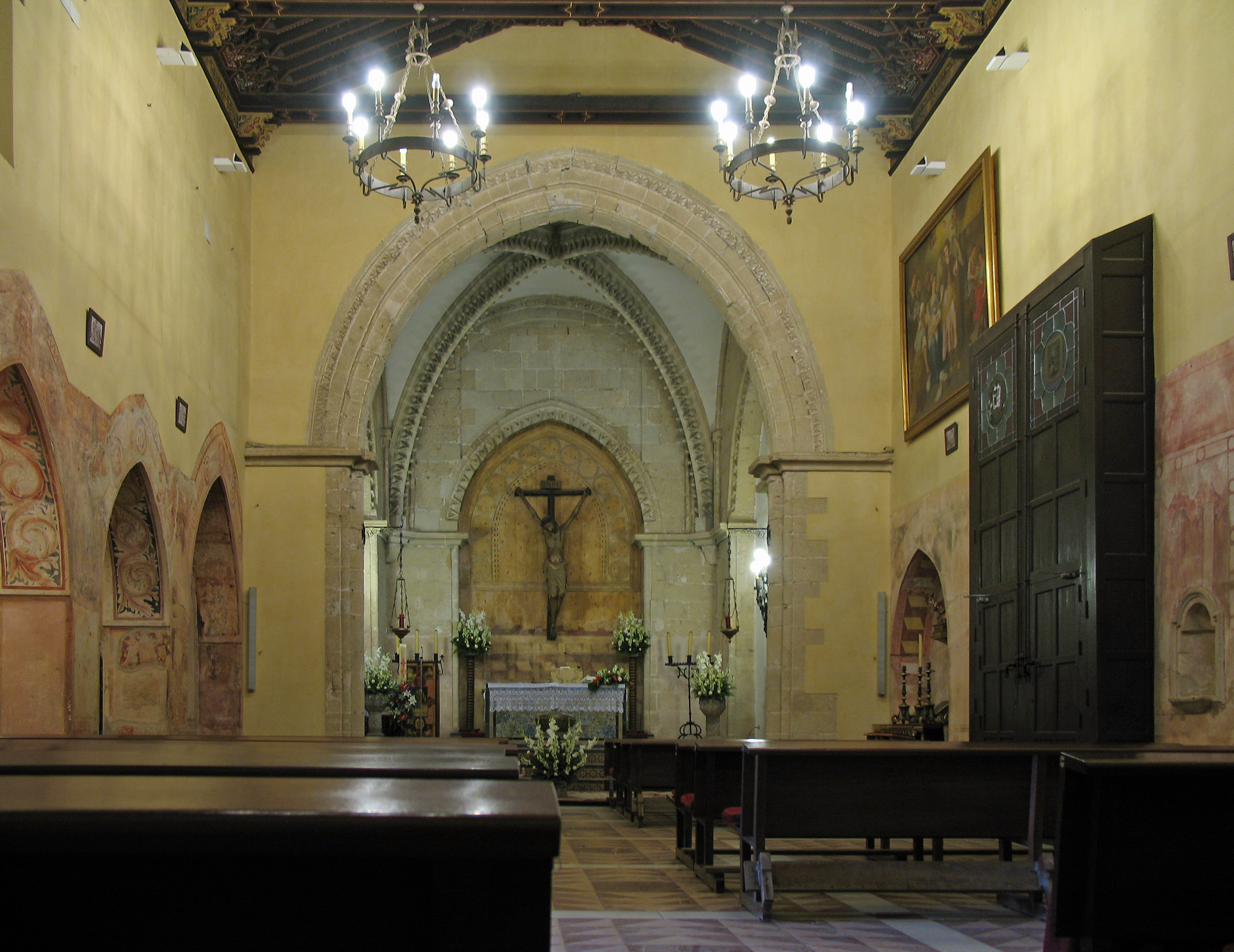
L'église
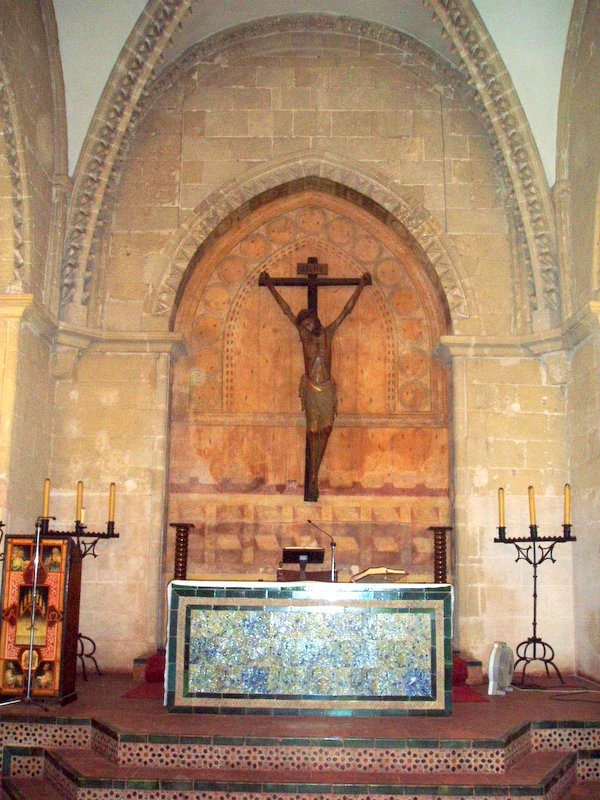
Détail de l'intérieur de l'église, avec le Christ de La Rábida
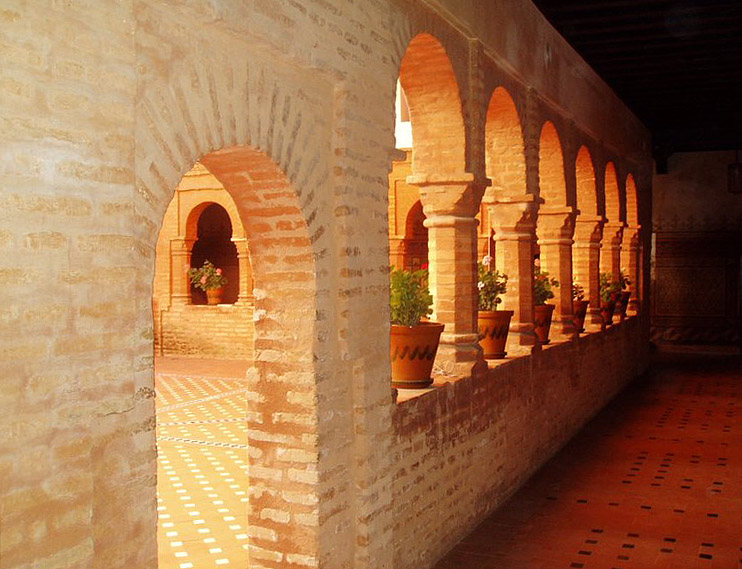
Le cloître mudéjar
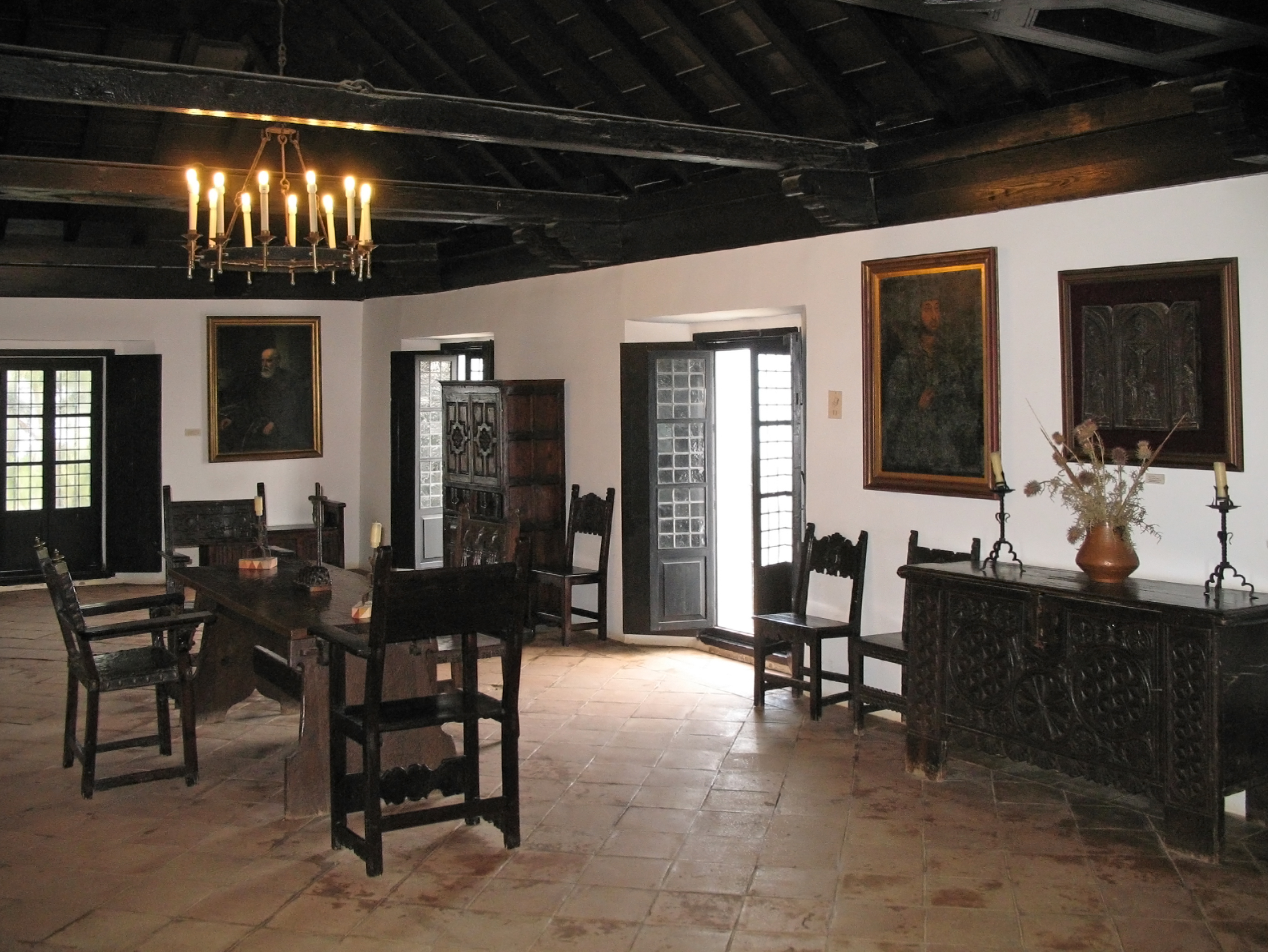
La salle capitulaire
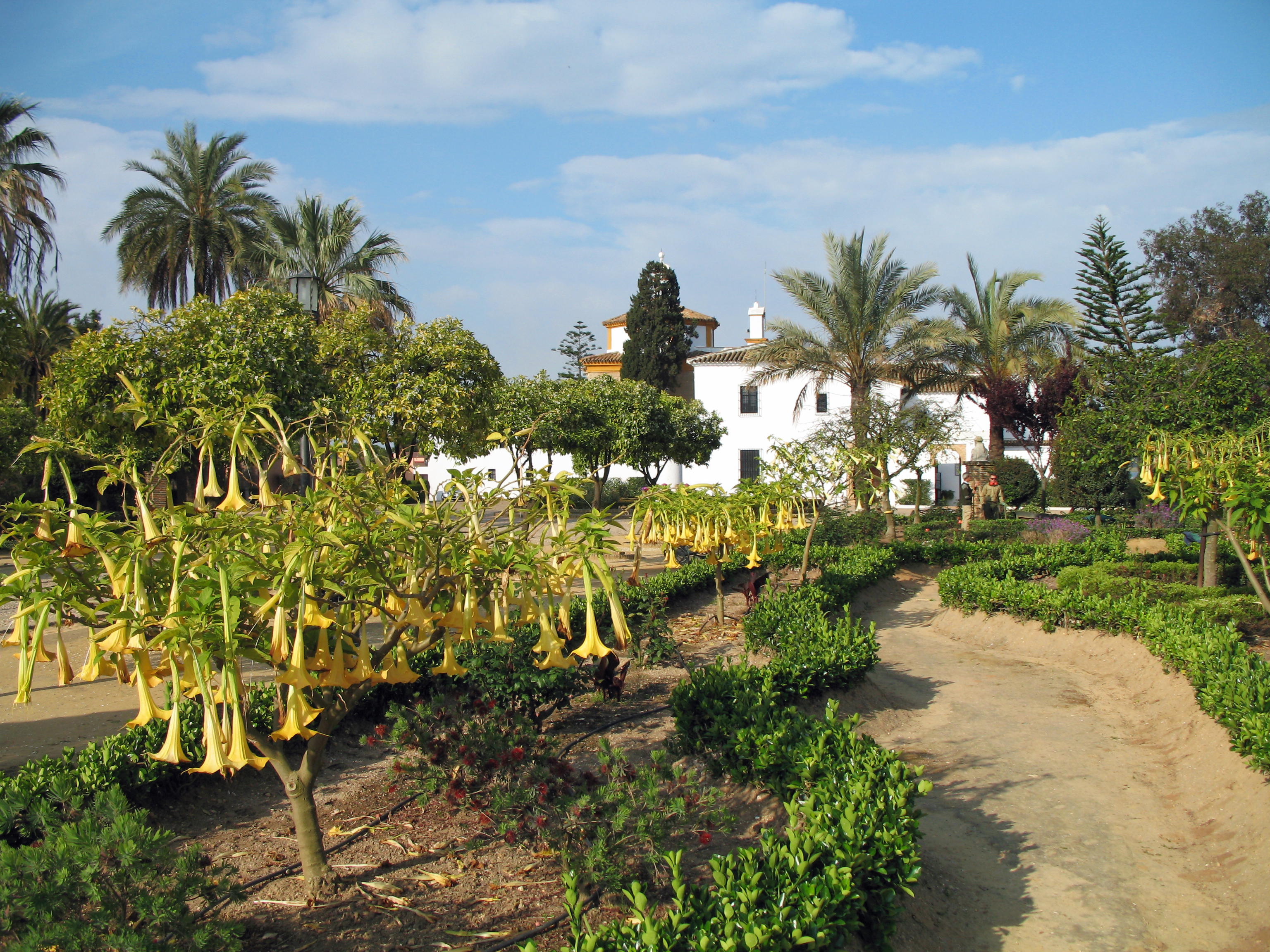
Les jardins
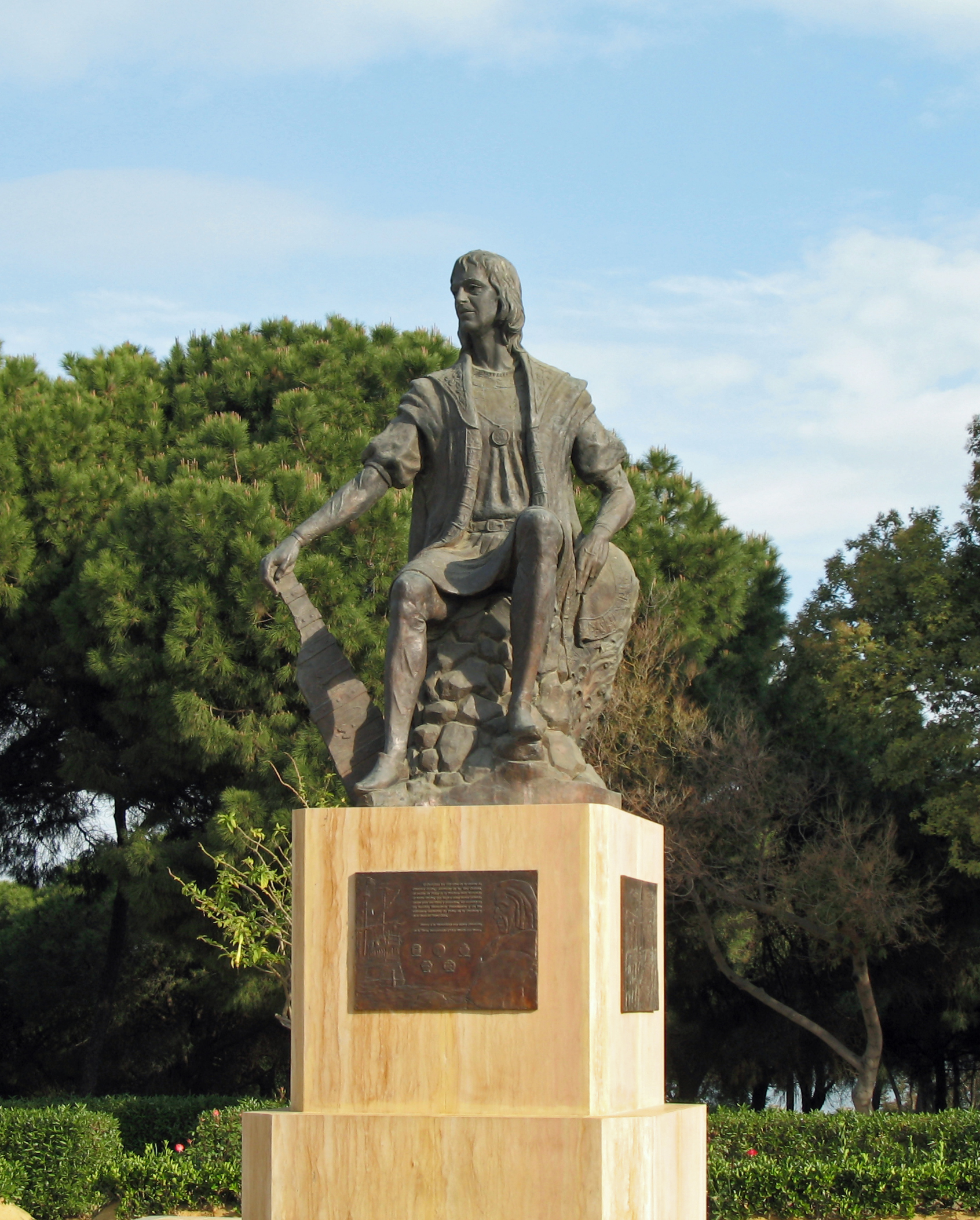
Monument à Christophe Colomb dans les jardins

## Le site de la Rabida
Près du monastère, se trouvent
- un palais des congrès (Foro iberamericano)
- un monument aux découvreurs (Monumento de los Descubridores)
- une antenne de l'université d'Andalousie (Universidad internacional de Andalucia, sede Sta Maria de La Rabida), avec une cité universitaire (Campus La Rabida) et une bibliothèque (Biblioteca Campus de La Rabida)
- le jardin botanique José Celestino Mutis
- une antenne de l'université de Huelva (Universidad de Huelva, Campus de La Rabida)
- une antenne du conseil provincial de Huelva.

En contrebas de la colline de La Rabida, sur le Rio Tinto, se trouve l'ensemble muséographique du quai des Caravelles (Muelle de la Carabelas).